# Віктор Карганіко
Віктор Карганіко (нім. Victor Carganico; 15 липня 1887, Венцен — 27 травня 1945, маєток Нойгрімніц, Ангермюнде) — німецький офіцер, генерал-майор люфтваффе.

## Біографія
20 березня 1907 року вступив в Прусську армію, офіцер роти 1-го залізничного полку. Згодом став пілотом, прав активну участь в різноманітних авіаційних змаганнях. 1 квітня 1913 року відряджений в компанію LVG для випробування нових літаків. З 1 жовтня 1913 року — ад'ютант 4-го льотного батальйону. 16 травня 1914 року був важко поранений під час випробувального польоту: коли біплан Карганіко розбився, його викинуло вперед і він зламав ліву руку і праву ногу. Після одужання брав участь в Першій світовій війні як пілот різних льотних батальйонів. Після війни 11 грудня 1918 року знову був призначений офіцером роти 1-го залізничного полку. 9 грудня 1919 року звільнений у відставку. З 1919 року — член, з 1930 року — генеральний секретар Наукового авіаційного товариства в Берліні. В 1926/29 роках — консультант ВПС Мексики.
1 жовтня 1934 року вступив в люфтваффе як офіцер служби комплектування (1 жовтня 1937 року зарахований на дійсну службу) і був призначений комендантом аеропорту Темпельгоф. З 1 лютого 1939 року — директор курсу в Берліні-Штаакені. З 1 серпня 1939 року — комендант авіабази Анклам, з вересня 1939 року — Окці, з 1940 року — Шверін-Герріс. З З червня 1940 року — комендант ділянки аеропорту Барановичі, з березня 1942 року — Гагенов, з 1 жовтня 1942 року — 1/VI, потім 7/XI в Південній Росії (одночасно з 26 листопада 1942 року протягом кількох днів виконував обов'язки керівника повітряного постачання оточених в Сталінграді військ), з 13 березня 1943 року — 1/IV. 20 жовтня 1944 року відправлений в резерв ОКЛ і переданий в розпорядження запасної льотної дивізії в Ярославі. 31 січня 1945 року звільнений у відставку. 27 травня 1945 року був застрелений радянськими солдатами у власному маєтку разом зі своєю дружиною.

## Нагороди
- Орден Корони (Пруссія) 4-го класу (1912)
- Відзначений у газеті Die Flugsport (випуск №8) за успішні випробування літаків LVG в умовах сильного вітру (1 квітня 1913)
- Почесний приз фотоконкурсу літаків-розвідників (червень 1913)
- Почесна премія від принца Сигізмунда Прусського в розмірі 245 марок за досягнення висоти 1655 метрів під час «Транспортних змагань»
- Нагрудний знак військового пілота (Пруссія)
- Залізний хрест 2-го і 1-го класу
- Почесний кубок для переможця у повітряному бою
- Нагрудний знак польового пілота (Австро-Угорщина)
- Пам'ятний знак пілота (Пруссія)
- Почесний хрест ветерана війни з мечами
- Медаль «За вислугу років у Вермахті» 4-го, 3-го і 2-го класу (18 років; 2 жовтня 1936) — отримав 3 медалі одночасно.